# Décès en 941
Décès
- 937
- 938
- 939
- 940
- 941
- 942
- 943
- 944
- 945

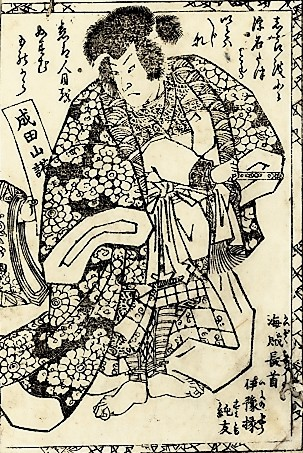
Fujiwara no Sumitomo, mort en 941.

Cette page dresse une liste de personnalités mortes au cours de l'année 941 :
- 12 février : Wulfhelm, évêque de Wells, puis archevêque de Cantorbéry.
- 30 avril : Isaac de Cambrai, comte de Cambrai.

- Gourgen II d'Artani, duc de Tao Supérieur et un duc d'Artanoudji-Calarzène de la dynastie des Bagrations.
- Olaf Gothfrithson, roi de Dublin et roi du Royaume viking d'York.
- Fujiwara no Sumitomo,  noble de cour et chef militaire japonais de l'époque de Heian du clan Fujiwara.
- Rudaki, poète Perse (Tadjik).

## Crédit d'auteurs
- Cet article est partiellement ou en totalité issu de l'article intitulé « 941 » (voir la liste des auteurs).